# Mormopterus kalinowskii
Mormopterus kalinowskii é uma espécie de morcego da família Molossidae. Pode ser encontrada no Chile e Peru.